# 10th Missouri Infantry (CSA)
Le 10th Regiment Missouri Infantry est un régiment d'infanterie qui a servi dans l'armée des États confédérés pendant la guerre de Sécession. Il est aussi connu comme le 12th Regiment ou régiment de Steen, ce dernier se référant au premier commandant du régiment, Alexander E. Steen.

## Historique
Le régiment entre en service à l'est de fort Smith, en Arkansas dans le camp Mulberry, le 10 novembre 1862. Le régiment est composé d'environ 650 soldats avec une variété de matériel. Ces soldats viennent principalement d'unités déjà mise en place qui ont été dissoutes. Ces unités comprennent un bataillon de l'ancien régiment de cavalerie de William O. Coleman  mené par Alexander E. Steen. Les autres éléments de la taille d'une compagnie comprennent ceux des unités montées de John M. Johnson et deux unités plus anciennes de la garde de l'État du Missouri qui ont été dirigées par John W. Priest et John H. Winston.
En décembre, après un mois de formation du régiment, ils marchent vers le nord pour rencontrer les forces de l'Union lors de la bataille de Prairie Grove. Le 7 décembre 1862, au sein de la brigade de Parson, le 10th Missouri Infantry est aligné pour défendre le corps principal des forces confédérées. À la mi-journée, la brigade de Parson monte sur la ligne principale repoussant les forces de l'Union. Ce gain est interrompu par l'artillerie de l'Union. L'attaque coûte cher au régiment ; les victimes s'élèvent à 31 morts, 62 blessés et 3 disparus, dont les décès du commandant, le lieutenant-colonel Alexander E. Steen, et celui du lieutenant-colonel Chappell. Les forces confédérées sont retirées par le commandant sur le terrain, le major-général Thomas C. Hindman. Après la mort du commandant de régiment, Alexander Corbin Pickett est promu au commandement. Le régiment se retire à Van Buren, Arkansas, et dans le début de la nouvelle année part et reste à Little Rock jusqu'au mois de mai.
À la fin mai, le major-général Sterling Price ordonne au 10th Missouri de joindre à ses forces, les envoyant au nord de Little Rock à Jacksonport. Maintenant, avec la division de Price, à la fin juin, il part au sud-est du fleuve Mississippi se confronter à une garnison de l'Union à Helena, en Arkansas. Ce mouvement est difficile, prenant 12 jours, marchant à travers le lit inondé  de la rivière. Dans les heures avant l'aube du 4 juillet 1863, des attaques simultanées contre des batteries A, C et D sont planifiées. Le 10th Missouri, en formation avec la brigade du Missouri, se prépare à attaquer les troupes de l'Union sur le cimetière de la Colline ou la batterie C à 4 heures du matin, repoussant rapidement les troupes de l'Union hors de leurs fortifications. Le reste de la division de Price ne réussit pas tout à fait, rencontrant une forte résistance et laissant le 10th Missouri sans un soutien adéquat. Laissé sans autre choix, Pickett ordonne la retraite de sa division, avec des résultats désastreux ; la division est pratiquement décimée avec 11 morts et 41 blessés et 237 capturés avec seulement 236 valides soldats restants. En août, le 10th Missouri retourne défendre Little Rock contre les assauts de l'Union, cependant, l'attaque frappe à un endroit différent de la ville, épargnant le régiment. Avec la chute de la ville sous influence de l'Union, le régiment est forcé de partir au sud à Arkadelphia le 10 septembre.
Après le coup terrible subi par le régiment, des troupes supplémentaires et une de réorientation de l'unité sont nécessaires. Le 12th Missouri Infantry, également dévasté par les effets de la guerre, est restructuré avec ses 200 hommes restants en deux compagnies, remplaçant la compagnie F et G. La compagnie F est transférée dans le 38th Arkansas Infantry. Les quelques hommes de la compagnie de G sont transférés dans la compagnie K.
À la fin mars 1864, le 10th Missouri est affecté dans une brigade commandée par le colonel Simon P. Burns. Début avril, il fait face aux forces de l'Union sous le commandement de l'armée du major-général Nathaniel Banks de l'armée. Les forces de l'Union marchant en direction de Shreveport, en Louisiane, lors de la campagne de la Red River, le 10th Missouri se met en travers du chemin, au sein de la division commandée par le général Parsons. Marchant sur Pleasant Hill, en Louisiane, la brigade prend position pour charger les forces opposées le 9 avril 1864. La confusion s'ensuit avec une attaque surprise lors d'une contre-attaque contre la brigade. À ce moment, les confédérés rallient leurs forces, les forces de l'Union se retirent du champ de bataille. La bataille coûte au régiment 10 morts et 25 blessés.
La division passe à l'offensive, marchant vers le nord vers Camden, pour attaquer une garnison de troupes commandée par le général Frederick Steele. Les troupes fédérales fuient, avec la division de Parson à sa poursuite. Le 30 avril, la division confédérée rattrape les troupes de l'union à Jenkins' Ferry. Sous une tempête de pluie battante, les forces confédérées engagent les troupes fédérales, cependant, au cours de la bataille, les forces de l'Union s'échappent en grande partie au-delà de la rivière Saline grâce à des ponts flottants. Jenkins' Ferry termine les engagements du 10th Missouri Infantry pendant la guerre, mais il subit encore plus de pertes ; 3 morts et 8 blessés, y compris la mort du lieutenant-colonel Simon Harris.
Le 10th Missouri conclut son existence en temps de guerre dans le sud de l'Arkansas et dans le nord de la Louisiane. Le 8 juin 1865, les soldats du 10th Missouri Infantry reçoivent leur libération sur parole. Enfin, ils embarquent sur le bateau à vapeur E. H. Fairchild pour leur voyage de retour chez eux.

## Organisation du régiment
Ce qui suit décrit le recrutement des troupes et des commandants d'origine des compagnies, ainsi que d'autres détails :

### Officiers d'état-major et supérieurs
Le premier commandant de régiment est le colonel Alexander Early Steen. Steen est mortellement blessé lors d'un combat au cours de la bataille de Prairie Grove.
Le deuxième commandant, Alexander Corbin Pickett, prend le commandement après la mort de son prédécesseur. Lors d'une élection spéciale le 2 décembre 1863, il est démis de ses fonctions.
Le dernier commandant, le colonel William M. Moore, remplace son prédécesseur. Il reste au commandement jusqu'à ce que le régiment soit libéré sur parole à Shreveport, en Louisiane, le 8 juin 1865.

### Compagnie A
Les hommes de la compagnie A sont principalement recrutés dans les comtés de Macon, Marion, Monroe, Platte et Randolph du Missouri.

### Compagnie B
Les hommes de la compagnie B sont principalement recrutés dans les comtés de Clark, Franklin, Knox, Pettis, Platte, Scotland et Saint-Louis du Missouri.

### Compagnie C
Les hommes de la compagnie C sont principalement recrutés dans les comtés de Douglas, Texas et Wright du Missouri.

### Compagnie D
Les hommes de la compagnie D sont principalement recrutés dans les comtés de Dent et Phelps du Missouri.

### Compagnie E
Les hommes de la compagnie E sont principalement recrutés dans les comtés de Maries et Phelps du Missouri.

### Compagnie F (1862-63)
Les hommes de la compagnie F sont principalement recrutés dans le comté de Lawrence du Missouri et le comté de Fulton en Arkansas. La compagnie est transférée dans le 38th Arkansas Infantry, devenant la compagnie M de ce dernier.

### Compagnie F (1863-65)
La création de la compagnie F se fait à partir des anciennes compagnies B, C, F, G et K, du 12th Missouri Infantry. Les foyers de ces hommes sont principalement dans les comtés d'Iron, Madison, Ripley et Washington du Missouri.

### Compagnie G (1862-63)
Les hommes de la compagnie G sont principalement recrutés dans les comtés d'Hickory, Phelps et Pulaski du Missouri. La compagnie est consolidée avec la compagnie K.

### Compagnie G (1863-65)
La création de la compagnie F se fait à partir des anciennes compagnies A, D, E, H et I, du 12th Missouri Infantry. Les foyers de ces hommes se trouvent principalement dans les comtés de Butler, Carter, Reynolds, Ripley, Saint-Francois et Wayne du Missouri.

### Compagnie H
Les hommes de la compagnie H sont principalement recrutés dans les comtés de Gasconade, Maries et Osage du Missouri.

### Compagnie I
Les hommes de la compagnie I sont principalement recrutés dans les comtés de St. Louis et Jefferson du Missouri.

### Compagnie K
Les hommes de la compagnie K sont principalement recrutés dans les comtés de Maries et Miller du Missouri.